# Hooray for Boobies
Hooray for Boobies är ett studioalbum med Bloodhound Gang, släppt 1999. Förstasingeln "The Bad Touch" blev en av bandets största hitar.

## Låtlista
1. "I Hope You Die" - 3:39
2. "The Inevitable Return of the Great White Dope" - 4:02
3. "Mama's Boy" - 0:34
4. "Three Point One Four" - 3:55
5. "Mope" - 4:36
6. "Yummy Down on This" - 3:48
7. "The Ballad of Chasey Lain" - 2:21
8. "R.S.V.P." - 0:15
9. "Magna Cum Nada" - 4:00
10. "The Bad Touch" - 4:20
11. "That Cough Came With a Prize" - 0:14
12. "Take the Long Way Home" - 3:07
13. "Hell Yeah" - 5:02
14. "Right Turn Clyde" - 5:24
15. "This Is Stupid" - 0:10
16. "A Lap Dance Is So Much Better When the Stripper Is Crying" - 5:37
17. "The Ten Coolest Things About New Jersey" - 0:10
18. "Along Comes Mary" - 3:25
19. "Studio Bullshit" -